# Richie Rich (film)
Pour l’article homonyme, voir Richie Rich (homonymie).
Série
Richie Rich : Meilleurs Vœux
(1998)
Pour plus de détails, voir Fiche technique et Distribution.
Richie Rich (parfois stylisé Ri¢hie Ri¢h) est un film américain réalisé par Donald Petrie, sorti en 1994. Il est adapté de la bande dessinée Richie Rich éditée par Harvey Comics.
Le film met en scène Richard et Regina Rich qui possèdent une fortune qui s'élève à 70 milliards de dollars. Leur fils Richie Rich sera, peu après sa naissance, proclamé « l'enfant le plus riche du monde ». Seulement, lorsqu'il grandit et devient adolescent, il se rend vite compte qu'il y a une chose qu'il voudrait mais que l'argent ne peut acheter : des copains. Un jour, pendant que les parents de Richie sont partis en voyage d'affaires, son majordome, Herbert Cadbury, invite des adolescents que Richie avait rencontrés, pour qu'il s'en fasse des amis.

## Synopsis
Richard « Richie » Rich, Jr. est « le garçon le plus riche du monde », fils de l’homme d’affaires milliardaire et philanthrope Richard Senior. Richie n’a que son fidèle majordome Herbert Cadbury comme compagnon, et manque d’amis de son âge. Lors d’une inauguration pour la réouverture de l'usine United Tool, Richie rencontre un groupe d’enfants jouant au baseball. Malheureusement, avant qu’il ne puisse leur parler, le chef de la sécurité trop strict, Ferguson, arrête Richie et l’éloigne brusquement.
Pendant ce temps, le directeur financier de Rich Industries, Lawrence Van Dough, complote pour voler la fortune des Rich, qui serait stockée dans la chambre forte de la famille Rich. Van Dough, avec l’aide de Ferguson, complote pour faire exploser l’avion transportant la famille Rich en Angleterre.
Après une tentative infructueuse de la part de Richie de se lier d’amitié avec les enfants rencontrés précédemment, Cadbury fait une suggestion à la mère de Richie, Regina, et s’arrange pour que Richie reste à la maison à Chicago pour qu'il puisse passer un week-end avec les enfants qui ont été invités, dont Gloria accompagnée de sa mère Diane. 
Lors du voyage en avion vers l’Angleterre, la bombe que Van Dough a fait installer est découverte par hasard parmi les nombreux cadeaux que Richard et Regina souhaitent livrer à la reine. En réalisant ce que c’est, Richard jete le paquet par la fenêtre, mais la bombe explose alors qu’elle est encore à proximité de l’avion, détruisant une partie de la queue, envoyant Billion Dollar One dans l’océan. Richard et Regina survivent à l’accident et flottent sur un radeau de sauvetage.
Bien qu’initialement contrarié que Richie ne soit pas dans l’avion avec ses parents, Van Dough n’est pas découragé et, croyant que les parents de Richie sont morts, assume la direction de Rich Corporation et procède à la réduction des nombreuses contributions caritatives pour lesquelles la famille Rich était connue. Cela comprend la fermeture de l’usine United Tool récemment rouverte, sur laquelle les parents des nouveaux amis de Richie comptaient pour leur revenu. Cela met Richie en colère, et donc avec les encouragements et l’aide de Cadbury, il se rend au siège de l’entreprise et, en tant que membre vivant de la famille Rich, assume le poste de direction à l'âge de douze ans. 
Comme Richie est encore mineur et que ses pouvoirs de direction lui ont été transmis en son nom par son majordome, Van Dough réussi à faire accuser Cadbury pour le meurtre de la famille Rich lorsque des pièces de bombe sont trouvées dans sa chambre, et la plupart des autres serviteurs loyaux de la famille Rich sont licenciés en masse par Van Dough. Pour s’assurer qu’il ne soit pas libéré d’une manière ou d’une autre, Van Dough complote pour faire assassiner Cadbury en prison et faire croire à un suicide. Lorsque le professeur Keenbean surprend leur conversation, il parvient à faire sortir Richie et à mettre en œuvre un plan réussi pour aider Cadbury à s’échapper de prison. Cadbury est capable d’assommer un tueur à gages car il est extrêmement irrité lorsqu’il a les gencives sensibles. Cadbury et Richie se dirigent ensuite vers la maison de Gloria, où Diane s’occupe de Cadbury, et Richie utilise l’ordinateur de Gloria pour pirater son propre ordinateur de sa chambre qui le relie au téléphone de son père et permet ainsi de le localiser. 
Pendant ce temps, Van Dough découvre l’évasion de Cadbury et, avec l’aide de Ferguson, confronte Keenbean qui déclare que le verrou de la chambre forte de la famille Rich ne peut être activé que vocalement par Richard et Regina. Richard parvient à envoyer un code de détresse sur son téléphone réparé, son fils le reçoit mais le signal est intercepté par Ferguson, qui déconnecte le modem de Richie de la ligne téléphonique, empêchant ainsi que la localisation soit indiquée. Ferguson informe Van Dough que les parents de Richie sont vivants.
Après avoir ramené Richard et Regina dans la demeure, Van Dough les contraint à indiquer où se trouve la chambre forte. Il est finalement conduit au mont Richmore, une gigantesque sculpture à flanc de montagne représentant les têtes des trois membres de la famille Rich, sur le modèle du mont Rushmore. Tout en supposant que c’est là que se trouve la fortune de la famille Rich, il est furieux quand il voit que la chambre forte ne contient que ce que la famille Rich apprécie le plus ; des souvenirs précieux et des souvenirs – mais rien qui ait une vraie valeur monétaire, qui ait été investi dans des banques et des actions. Désespéré, Van Dough tente de tirer sur Richard et Regina, mais Richie apparait et se fait tirer dessus à la place, bien que les balles s’avèrent inoffensives grâce au gilet pare-balles de Keenbean. La famille Rich parvient à s’échapper et la poursuite les conduit sur le flanc de la montagne, où ils sont attaqués par Ferguson et un laser de dynamitage qui avait été utilisé à l’origine pour sculpter la montagne. Après un bref combat, Cadbury réussit finalement à désarmer Ferguson et Van Dough est renvoyé.
Quelques jours plus tard, Richie joue au baseball avec ses nouveaux amis de l’équipe United Tool sur le terrain du Rich Manor, avec Cadbury comme entraîneur de l’équipe. Il frappe un coup de circuit, qui est ramassé par Van Dough, qui jardine avec Ferguson dans le cadre de leur détention et jette ensuite la balle de baseball dans la fontaine. Richard et Regina déclarent avec bonheur que Richie est maintenant vraiment le garçon le plus riche du monde, car il a trouvé la seule chose que l’argent ne peut pas acheter : des amis.

## Fiche technique
- Titre : Richie Rich
- Réalisation : Donald Petrie
- Scénario : Tom S. Parker & Jim Jennewein (en), d'après les personnages créés par Alfred Harvey et Warren Kremer
- Musique : Alan Silvestri
- Photographie : Don Burgess
- Montage : Malcolm Campbell
- Production : Joel Silver et John Davis
- Sociétés de production : Warner Bros., Silver Pictures et Davis Entertainment Company
- Société de distribution : Warner Bros.
- Budget : 40 000 000 $
- Pays :  États-Unis
- Langue : anglais
- Format : Couleur - Dolby - DTS - Dolby SR - 35 mm - 1.85:1
- Genre : Comédie
- Durée : 95 min
- Dates de sortie :
  - États-Unis, Canada : 21 décembre 1994
  - France : 21 juin 1995

## Distribution
- Macaulay Culkin (VF : Sélim Mouhoubi ; VQ : Martin Pensa) : Richard « Richie » Rich, Jr.
- John Larroquette (VF : Féodor Atkine ; VQ : Daniel Roussel) : Laurence Van Dough
- Jonathan Hyde (VQ : Vincent Davy) : Herbert Cadbury
- Edward Herrmann (VQ : Ronald France) : Richard Rich
- Christine Ebersole (VQ : Diane Arcand) : Regina Rich
- Michael McShane (VQ : Guy Nadon) : Le professeur Keenbean
- Stephi Lineburg (VQ : Kim Jalabert) : Gloria
- Mariangela Pino (VQ : Sophie Faucher) : Diane
- Chelcie Ross (VQ : Benoît Marleau) : Ferguson
- Michael Maccarone : Tony
- Joel Robinson : Omar
- Jonathan Hilario : Pee Wee
- Matt DeCaro : Dave Walter
- Claudia Schiffer (VQ : Geneviève De Rocray) : La coach d'aérobic
- Ben Stein : Le professeur
- Joel Ellegant : Ellsworth
- Justin Zaremby : Reginald
- Rory Culkin : Richie jeune

Source et légende : Version québécoise (V.Q.) sur Doublage Québec.

## Production

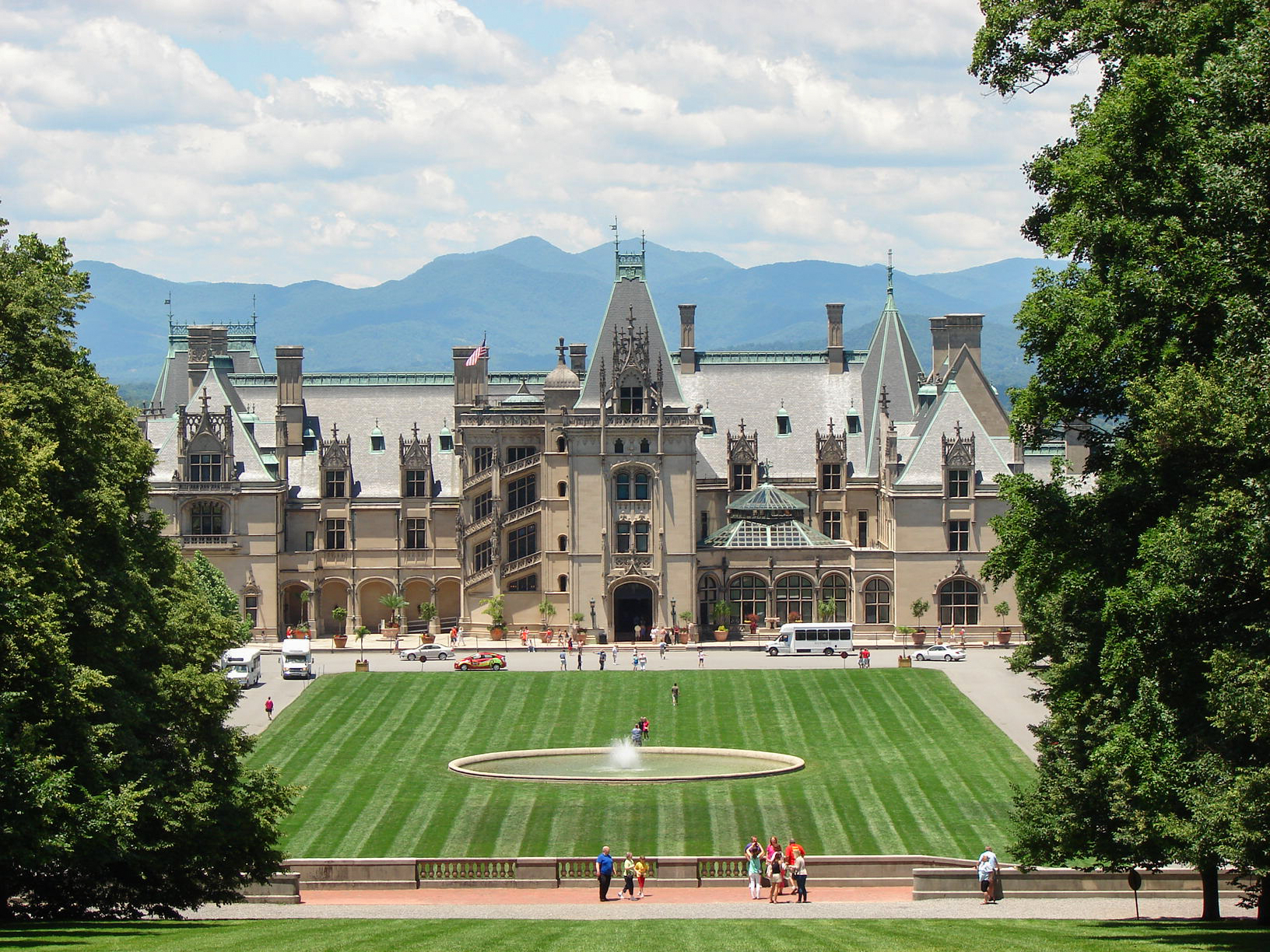
Domaine de Biltmore, où ont été tournées de nombreuses scènes du film.

### Lieux de tournage
Bien que l'histoire se déroule à Chicago (Illinois), la maison et les terrains où la plupart des scènes sont filmées sont ceux du domaine Biltmore situé près d'Asheville (Caroline du Nord). 
Certaines scènes, cependant, sont tournées à Chicago, dont la scène d’escrime qui est filmée à l'université DePaul ; le Two Prudential Plaza et sa place sont utilisés dans le film pour servir de cadre à l'entreprise fictive Rich Industries Inc..
Les montagnes russes dans l'arrière-cour de la maison sont les anciennes montages russes debout Iron Wolf du parc d'attractions Six Flags Great America à Gurnee (Illinois).

### Réception
Richie Rich a remporté une nomination aux Razzie Awards en 1995 pour Macaulay Culkin dans la catégorie du pire acteur. Le prix a été remporté par Kevin Costner pour sa performance dans Wyatt Earp.
Le film a reçu globalement des critiques positives et a remporté près 40 000 000 $ au box-office américain.
Le film a aussi rapporté 125 millions de dollars en locations VHS et, en avril 1997, 44,2 millions de dollars en ventes.

## Autour du film
Contrairement à la bande dessinée et à la série animée, quelques personnages n'apparaissent pas, parmi eux Irona, la femme de chambre robot.
Data East était l’une des rares sociétés de flipper qui fabriquaient des jeux de flipper personnalisés, par exemple pour le film Richie Rich. Ce flipper était basé sur la machine The Who's Tommy Pinball Wizard. 
Le frère cadet de Macaulay Culkin, Rory Culkin, apparait au début du film dans le rôle du jeune Richie Rich. 
Il s'agit du dernier film mettant en vedette Macaulay Culkin en tant qu'enfant acteur. Lassé par la pression, ce dernier ne tournera plus de film jusqu'en 2003, année où il est à l'affiche du film Party Monster.

### Suite
Un second volet intitulé Richie Rich : Meilleurs Vœux (Richie Rich's Christmas Wish) est sorti en directement en vidéo en 1998 avec un casting entièrement remanié, David Gallagher ayant notamment succédé à Macaulay Culkin dans le rôle de Richie.